# 廣島銀行 (1897年-1920年)

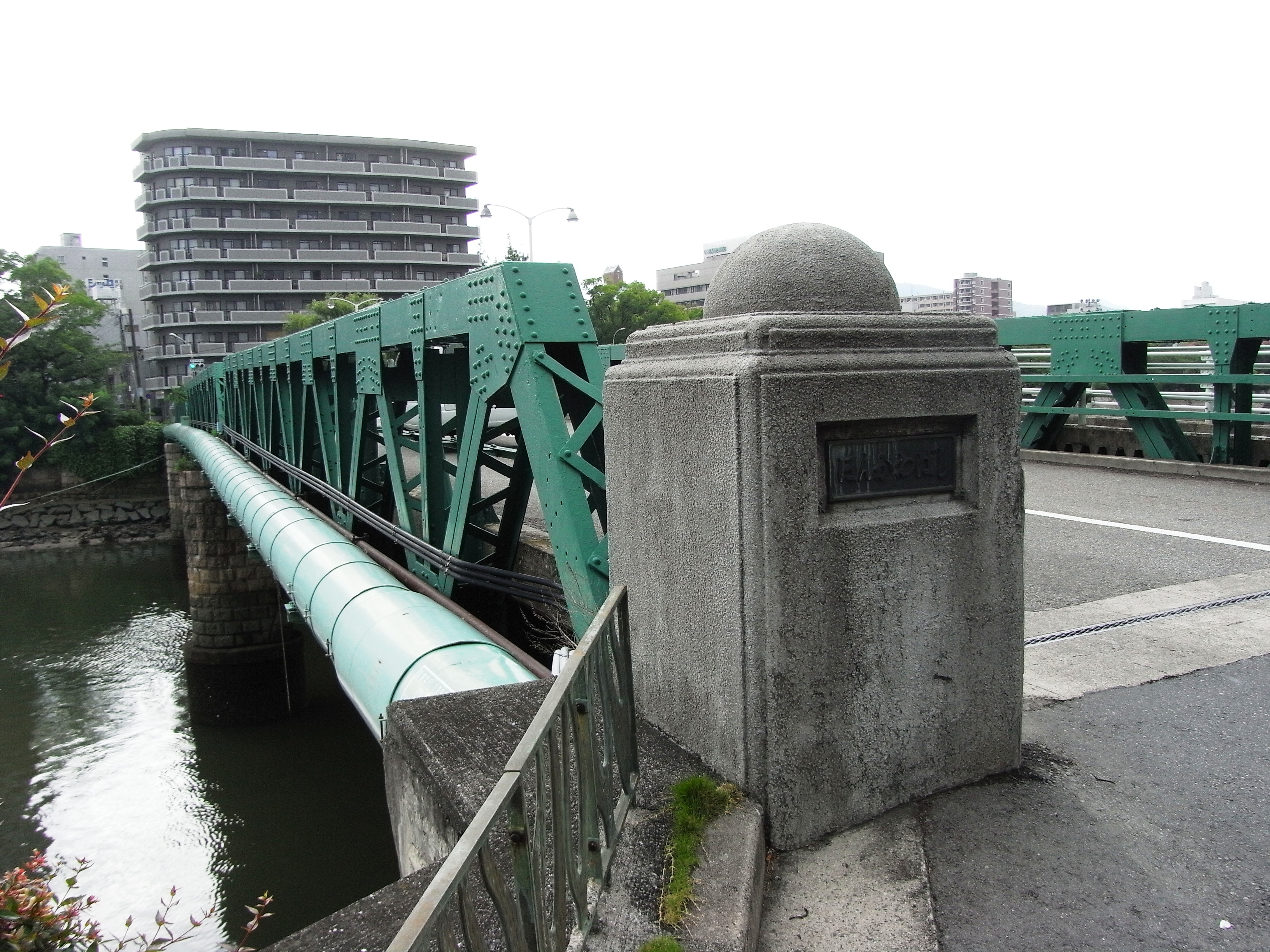
本川橋東詰（2008年） / ここからやや南に下った地点（現在の広島国際会議場北側の緑地帯）にかつて廣島銀行本店（2代目）が立地していた。

株式会社廣島銀行（広島銀行 / ひろしまぎんこう）は、1897年（明治30年）、広島市に設立された地方銀行で、現在の広島銀行の前身となった銀行の一つである。直接の継承関係を有さない現存の広島銀行、およびその旧称たる「廣島銀行」と区別するため「旧廣島銀行」と呼ばれることがある。
この項目では前身である第百四十六国立銀行も含め述べる。

## 沿革

### 設立の背景
1876年（明治9年）8月の国立銀行条例改正による国立銀行設立条件の緩和にともなって、広島県でも国立銀行設立の気運が高まると、1878年11月には尾道に県下初の国立銀行として第六十六国立銀行が設立され、これに続いて県庁所在地である広島でも県下2番目の国立銀行が設立されることとなった。

### 第百四十六国立銀行時代

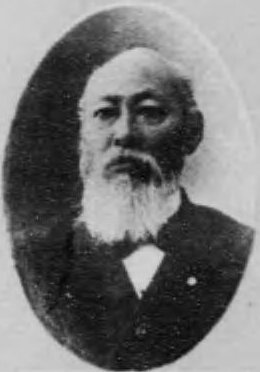
千田貞暁広島県令 / 設立間もない第百四十六国立銀行の経営を指導する一方、自らが進める宇品築港事業への融資を受けた。

第百四十六国立銀行は1879年（明治12年）4月21日、不換紙幣（国立銀行発行券）を発行する銀行として資本金80,000円をもって設立され、同年12月7日に広島区播磨屋町（現在の広島市中区本通）に開業した。当行は広島県下では2番目の国立銀行であったものの国立銀行全体としてみれば最末期の設立であり、開業も設立申請された153の国立銀行の中では最も遅いものであった。初代頭取となったのは高田郡桑田村(現・安芸高田市)の製鉄業者・高杉判右衛門で、広島区および郡部の有力商人や士族が設立に出資したが、10名の設立発起人のなかに広島城下（現在の広島市中心部）の商工業者の参加はなかった。本店は開業後まもなく同区中島新町（現在の中区中島町）に移転した。
発足当初の当行は、尾道・福山の大商人や大地主の出資により当行の倍以上の180,000円の資本金で設立された第六十六国立銀行と異なって経営は不安定であり、払込未済分は30,000円に達していた。そのため1881年（明治14年）には広島県庁の指導下に入り、県の官吏である亀岡勝知が支配人となってからは広島の有力商人が経営に参加するようになり、漸く軌道に乗ることとなった。また1884年に始まった宇品築港事業に対しては、全国の市場に直結する輸送網のインフラ整備という観点から積極的に支援を行った。
1882年（明治15年）の日本銀行条例および日本銀行開業にともなって日銀に紙幣（銀行券）発行の権限を集約する動きが進むと、1886年5月には国立銀行条例が再度改正され、すべての国立銀行に対し設立免許後20年を期限に、それまで発行した銀行紙幣の償却が義務づけられた。これに加え、1896年（明治29年）には国立銀行営業満期前特別処分法の制定によって国立銀行の普通銀行への転換が進行したため、当行でも発行紙幣の償却期限を前に普通銀行への転換によって営業の継続を図ることとなった。

### 廣島銀行時代

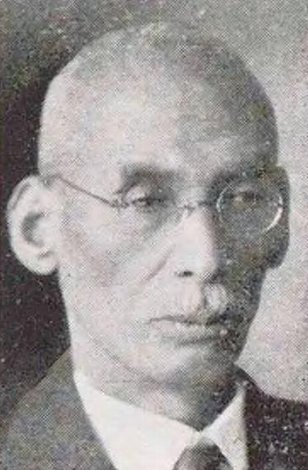
若林賚蔵広島県知事 / 廣島銀行と広島商業銀行の合併を周旋した。

1897年1月1日、第百四十六国立銀行は資本金を600,000円に増額して普通銀行である「廣島銀行」として再発足し、1901年末現在でその払込金は300,000円に及んだ。中島新町に所在していた本店は、日露戦争後の好景気のなかで1908年8月に本川橋東詰の元柳町（現・中島町）に新築移転した。
大正期に入って県下の銀行に取り付け騒ぎが頻発するようになると、中小銀行の休業や破綻が相次いだが、比較的規模の大きかった廣島銀行は第一次世界大戦中の好景気に乗って経営の拡充を図り、1916年（大正5年）に豊田銀行・村上銀行、1918年に賀茂銀行・芸陽銀行の合併・買収や経営権獲得をすすめた。しかし大戦後の不況により1919年には廣島銀行も取り付けに陥ることとなった。
これより先、政府による銀行合同政策を背景に、若林賚蔵広島県知事によって1919年夏以降、当行と広島商業銀行との統合が周旋されていたが、これに第六十六銀行が加わり翌1920年春には3行の合併契約が結ばれた。これに加え、別個に合併論議が持ち上がっていた三次貯蓄銀行・比婆銀行・角倉銀行・双三貯蓄銀行の備北4行が新たに参加することとなり、同年6月30日、新立合併により「（旧）藝備銀行」が発足した。これにより当行は10月1日に解散した。

### その後
合併に際して元柳町の旧廣島銀行本店はそのまま藝備銀行本店となったが、7行を統合し急拡大した支店網の事務を管轄するには手狭となり、職員・事務量ともに増加したため1927年（昭和2年）、本店は市内紙屋町の新店舗に移転された。新銀行の本店が第六十六銀行の本店所在地であった尾道ではなく広島におかれたことは、県下金融界における広島と尾道の地位が逆転したことを象徴する出来事となったが、この背景として日清戦争以降広島が軍都として急成長し都市インフラの整備をすすめたことによって、預金額などで次第に尾道を圧倒するようになっていたことがある。
新立された藝備銀行はその後も発展・拡大を続け、第二次世界大戦末期の1945年5月には戦時下の「一県一行」政策を背景に、広島県下の4行と合併して新立の（新）藝備銀行が発足した。戦後の1950年、藝備銀行は「廣島銀行」と改称、その後「広島銀行」）と再改称（1988年）し現在に至っている。

### 年表
- 1879年（明治12年）
  - 4月21日；第百四十六国立銀行の開業免状が下付され設立。
  - 12月7日；広島区播磨屋町84番邸に開業。同年のうちに本店を同区中島新町195番邸に移転。
- 1881年（明治14年）
  - この年、亀岡勝知が支配人に就任。以降しばらく広島県庁の指導を受ける。
- 1896年（明治29年）
  - 9月11日；国立銀行営業満期前特別処分法による私立銀行としての営業継続が認可。
- 1897年（明治30年）
  - 1月1日；普通銀行に改組され「廣島銀行」と改称・再発足。
- 1908年（明治41年）
  - 8月；本店を元柳町17番地に新築移転。
- 1916年（大正5年）
  - 7月1日；豊田銀行を合併。
  - 10月1日；村上銀行から債権・債務を継承。
- 1918年（大正7年）
  - 6月30日；賀茂銀行を買収し、本店及び2支店の譲渡を受ける。
  - 8月1日；芸陽銀行を買収。
- 1919年（大正8年）
  - 7月；若林賚蔵広島県知事の周旋により当行と広島商業銀行の合併が画策される。
- 1920年（大正9年）
  - 2月；当行と第六十六銀行・広島商業銀行との3行合併の仮契約を締結。
  - 4月14日；上記3行の合併契約が締結され、新銀行名を「藝備銀行」とすることが決定。
  - 4月29日；この日の後藤田銀行の取付・臨時休業の影響から取付に陥る。
  - 6月4日；当行と角倉銀行・第六十六銀行・比婆銀行・広島商業銀行・双三貯蓄銀行・三次貯蓄銀行の7行合併の契約締結。
  - 6月30日；上記契約により藝備銀行が新立・発足。元柳町の旧廣島銀行本店に本店をおいた。
  - 10月1日；上記の新立発足により解散。
- 1927年（昭和2年）
  - 6月27日；藝備銀行本店が元柳町から紙屋町に移転。

## 当行へ統合された銀行

### 豊田銀行
1901年（明治34年）7月18日、豊田貯蓄銀行（1897年8月発足）を改組し株式会社として設立。本店は豊田郡忠海町（現・竹原市）に所在し、設立時の資本金は300,000円、払込金は50,000円であった。1916年（大正5年）7月1日、廣島銀行に合併された。

### 村上銀行
1898年（明治31年）4月5日、個人銀行として設立され1907年2月に合名会社に改組。本店ははじめ佐伯郡地御前村（現・廿日市市）に所在し、1907年に平良村（現・廿日市市）に移転。設立時の資本金・払込金はともに30,000円であった。佐伯郡内に支店・出張所が7か所あった。1916年（大正5年）10月1日、廣島銀行に債権・債務を継承した。しかし銀行としてはその後も存続し、1917年1月には熊本県に移転して「毛利銀行」と改称、1928年6月に安田銀行に買収された 。

### 芸陽銀行
1907年（明治40年）11月1日、東京府から移転してきた（資）大網銀行（1899年7月、大網合資会社として設立）が改称した（資）安芸銀行として安芸郡海田市町（現海田町）に設立され、同年12月に芸陽銀行と改称、翌1908年11月8日に株式会社に改組され再発足。1918年（大正7年）8月1日、廣島銀行に買収され営業譲渡し同年12月31日に解散した、

### 賀茂銀行
1907年（明治40年）6月16日、県下賀茂郡三津町（現・東広島市）の内海貯蓄銀行（1899年11月発足）を継承し株式会社として設立。1918年（大正7年）6月30日、廣島銀行に買収され、本店及び2支店を譲渡して解散した。

## 本店
先述の通り第百四十六国立銀行時代には、設立当初のごく短い時期に播磨屋町（現・中区本通）に本店がおかれたものの、その後はずっと中島新町（現・中区中島町）に本店がおかれ、これが廣島銀行発足当初の本店に引き継がれた。
1908年8月、広島市元柳町（現・中区中島町）に新築された当行の2代目の本店は、2階建ての和洋折衷建築であった。当時、近隣の中島本町に住友銀行や三十四銀行、山口銀行が支店、崇徳銀行、後藤田銀行が本店、中島新町に広島貯蓄銀行が本店をおき、元安川対岸東側の大手町通りや西側の堺町・十日市町界隈と併せて一大金融街を形成していた。
この本店は先述のように（旧）藝備銀行発足時にその本店となったのち、藝備銀行本店の紙屋町移転後、この建物は森永製菓広島支店に転用され、戦時期の1943年に商号変更によって森永食糧工業広島支店と改称されたが、1945年8月6日の原爆投下に際しては爆心地から0.5㎞以内の至近距離に位置していたため壊滅し、その後残骸は撤去された。2000年になって国立広島原爆死没者追悼平和祈念館の建設用地にあった樹木の移設工事が行われた際に建物の基礎の遺構が発掘されたが、その後埋め戻され、2018年現在では旧跡を示す碑や説明板などは設置されていない。